# 토지 (1987년 드라마)
《토지》는 KBS 1TV에서 1987년 10월 24일부터 1989년 8월 6일까지 방영된 대하드라마이며 김미숙 장미희 이혜숙 강수연 등이 성인 최서희 역 물망에 올랐으나 "나약하다"는 점(김미숙) "신선미가 없다"는 점(장미희) 영화계와의 관계(강수연) MBC 드라마 《세 여인》출연 중이었던 점(이혜숙) 탓인지 탈락했다.
난항 끝에 조민수가 서희 역으로 낙점되는 했으나 같은 채널 드라마 《지리산》으로 가버렸고 KBS 간부진은 김영애에게 서희 역 제안을 했지만 나이가 많다는 이유로 거절했다.
이에 제작진은 1988년 1월 26일 성인 서희 역 오디션을 실시했으며 같은 해 2월 6일 서희 역 공모를 통해 결선까지 올라온 임미애 등 후보 2명과 최수지 등 기존 탤런트 10여명을 놓고 최종 시사회를 거쳐 최수지를 서희 역에 결정했다.

## 등장 인물

### 주요 인물
- 이재은 → 안연홍 → 최수지 : 최서희 역
- 신철 → 정승규 → 윤승원 : 김길상 역
- 김수정 → 전미선 → 김희진 : 봉순 역
- 백준기 : 이상현 역

### 최 참판댁
- 반효정 : 윤씨 부인 역
- 김영철 : 김환 역
- 태민영 : 최치수 역
- 한진주 : 별당아씨 역

### 평사리 사람들
- 선우은숙 : 공월선 역
- 임동진 : 이용 역
- 김성겸 : 허윤보 역
- 이종만 : 문 의원 역
- 박원숙 : 임이네 역
- 연운경 : 강청댁 역
- 백찬기 : 이칠성 역
- 이치우 : 김평산 역
- 곽경환 : 김 훈장 역
- 민지환 : 김영팔 역
- 이대로 : 김이평 역
- 여운계 : 함안댁(김평산 부인) 역
- 김을동 : 막딸네 역
- 장미자 : 영산댁 역
- 이주실 : 두만네 역
- 홍영자 : 판술네 역
- 장희진 : 석이네 역
- 최헌철 : 강 포수 역
- 안광진 : 정한조 역
- 김하림 : 강봉기 역
- 황민 : 서금돌 역
- 백인철 : 김두수(김거복) 역
- 선우재덕 : 김한복 역
- 최성준 : 이홍 역
- 안문숙 : 임이 역
- 권미혜 : 야무네 역
- 방숙례 : 두리네 역
- 이제신 : 여치네 역
- 고설봉 : 평사리 노인 역
- 지계순 : 하동읍내 장터 장수 역
- 유순철 : 하동읍내 대장장이 역
- 김동완 : 평사리 노인 역
- 이한위 : 붙들이 역
- 장승화 : 정석 역
- 최석구 : 김한경 / 김범석 역
- 장영주 : 점아기 역
- 신은경 : 김인호 역

### 조준구 일당
- 연규진 : 조준구 역
- 이영재 : 조병수(조준구 아들) 역
- 김성녀 : 홍씨 부인 역
- 박정수 : 양주댁 역
- 권경하 : 맹추 역
- 조재훈 : 지 서방 역
- 이원종 : 이 초시 역

### 최 참판댁 하인들
- 사미자 : 봉순네 역
- 김명희 : 귀녀 역
- 전원주 : 김서방댁 역
- 김일란 : 삼월이 역
- 하대경 : 김 서방 역
- 정애란 : 간난할멈 역
- 오기환 : 바우할배 역
- 봉혜선 : 연이네 역
- 유종근 : 삼수 역
- 김종구 : 수동이 역
- 김영선 : 복이 역
- 김상락 : 돌이 역

### 진주 사람들
- 김동수 → 임혁주 : 장연학 역
- 김성환 : 송관수 역
- 이주경 : 장이 역
- 이주희 : 숙이 역
- 황범식 : 나 형사 역
- 안영주 : 봉춘네 역
- 유병준 : 일본 순사 역
- 한경선 : 영선네 역
- 장희수 : 쪼깐이 역
- 신윤정 : 송영선 역
- 신수강 : 유모 역
- 곽정희 : 기생어멈 소화 역
- 오영갑 : 박효영 역
- 이원발 : 이홍의 동지 역
- 공경구 : 김두만 역
- 박지영 : 안자 역
- 박승호 → 김민종 : 최환국 역
- 최상혁 → 이만성 : 최윤국 역
- 김다혜 : 이양현 역
- 원미원 : 주막집 주인 역

### 용정 사람들
- 윤유선 : 공송애 역
- 신구 : 공 노인 역
- 박주아 : 방씨 부인 역
- 윤문식 : 주갑 역
- 남윤정 : 옥이네 역
- 김시원 : 송장환 역
- 안형식 : 윤이병 역
- 이성웅 : 은씨 역
- 양재만 : 응칠이 역
- 장혜숙 : 심금녀 역
- 맹호림 : 박 서방 역
- 장항선 : 홍 서방 역
- 정재순 : 신씨 부인 역
- 장정희 : 달래오망이 역
- 이환지 : 양씨 역
- 원미원 : 월선옥 사장 역

### 지리산 동학-독립운동 관련
- 오영갑 : 김개주 역
- 박병호 : 우관 스님 역
- 박용식 : 혜관 스님 역
- 박웅 : 윤도집 역
- 김기진 : 운삼 선생 역
- 고희준 : 김강쇠 역
- 김유행 : 김짝쇠 역

### 독립운동가들
- 최명수 : 권필응 역
- 양재성 : 이동진 역
- 유순철 : 강우규 역
- 박준금 : 유인실 역
- 홍승일 : 유인성 역
- 강태기 : 오가다 지로 역
- 김해권 : 박재연 역
- 신종섭 : 장인걸 역

### 서울 사람들
- 윤상미, 이경표 : 임명희 역
- 홍요섭 : 조용하 역
- 나한일 : 조찬하 역
- 최화정 : 홍성숙 역
- 허옥숙 : 강선혜 역
- 이일웅 : 임 역관 역
- 이정웅 : 권오송 역
- 김경하 : 선우신 역
- 안대용 : 서의돈 역
- 임병기 : 황태수 역
- 이병철 : 선우일 역
- 이미경 : 백씨 부인 역

### 기타
- 최정훈 : 소지감 역
- 윤덕용
- 이문환 : 하기서 역
- 박건식 : 유 서방 역
- 양영준
- 최길호
- 김창봉 : 전 참봉 역
- 온영삼
- 이원종 : 신선 역
- 선동혁 : 오 서방 역
- 안해숙 : 오 서방댁 역
- 김희진
- 강민경 : 안순이 역
- 김보미 : 지에코 역
- 이한승
- 안옥희 : 민지연 역
- 정해창
- 최창호
- 송종원 : 이치카와 역
- 임영식
- 김수일
- 박해상
- 김순구
- 신원균
- 안정훈
- 김정국
- 강신구
- 장혜진
- 윤성국
- 이수연
- 박현정
- 김미희
- 박부양
- 김영배
- 장서희
- 윤성옥
- 박시영
- 이현두
- 전성기
- 김범기
- 이향수
- 노영화
- 김선덕
- 김상훈
- 차양희
- 정승곤
- 오진수
- 최경수
- 권오균
- 최용팔
- 김영순
- 김민정
- 주희
- 강은주
- 신용규
- 이용진
- 이영수
- 조동신
- 송석호
- 김선덕
- 김수연
- 강영아
- 홍영미
- 장이경
- 이화영
- 박연은
- 윤지수
- 서준영
- 김경애
- 남경희
- 송미령
- 박순
- 김은희
- 이연정
- 김만용
- 이종민
- 한태희
- 이성수
- 이민수
- 김성환
- 조지환
- 김자영
- 김정국
- 임수택
- 안성택
- 박용민
- 김상환
- 윤영민
- 박지홍
- 김현석
- 황동섭
- 장민성

## 수상
- 1987년 KBS 연기대상 대상 임동진
- 1988년 제 15회 한국방송대상 TV 여자연기상 반효정
- 1988년 제 15회 한국방송대상 미술상 이석우
- 1988년 KBS 연기대상 대상 반효정
- 1988년 KBS 연기대상 여자 최우수연기상 박원숙
- 1988년 KBS 연기대상 남자 우수연기상 연규진
- 1988년 KBS 연기대상 여자 우수연기상 연운경
- 1988년 KBS 연기대상 남자 신인연기상 윤승원
- 1988년 KBS 연기대상 여자 신인연기상 최수지
- 1988년 KBS 연기대상 우정상 임동진

## 같이 보기
- 토지 (1979년 드라마): KBS TV
- 토지 (2004년 드라마): SBS TV